# Filosofía de la biología
La filosofía de la biología es una subdisciplina de la filosofía de la ciencia encargada del estudio de los presupuestos e implicaciones filosóficas (epistemológicos y ontológicos) de la biología. La historia de la biología, la sociobiología y la bioética son campos de investigación estrechamente relacionados con la filosofía de la biología.
Algunos temas pasados y presentes de la filosofía de la biología son las unidades de selección, la emergencia, el determinismo biológico, la reductibilidad de la biología, el reduccionismo genético, la epistemología evolucionista, el origen de la vida, el debate externalistas contra internalistas, adaptacionistas contra estructuralistas y vitalistas contra antivitalistas.

## Temas principales

### Unidades de selección
Una unidad de selección, también llamada objeto de selección o individuo evolutivo, es una entidad biológica dentro de la jerarquía de la organización biológica (genes, células, organismos, grupos, especies) que está sujeta a selección natural.

### Emergencia
La emergencia o el surgimiento hace referencia a aquellas propiedades o procesos de un sistema no reducibles a las propiedades o procesos de sus partes constituyentes. El concepto de emergencia se relaciona estrechamente con los conceptos de autoorganización y superveniencia, y se define en oposición a los conceptos de reduccionismo y dualismo, defendiendo que «el todo es más que la suma de las partes».
La mente, por ejemplo, es considerada por muchos como un fenómeno emergente, ya que surge de la interacción distribuida entre diversos procesos neuronales (incluyendo también algunos corporales y del entorno) sin que pueda reducirse a ninguno de los componentes que participan en el proceso (ninguna de las neuronas por separado es consciente).

### Determinismo biológico
El determinismo biológico, en sociología, filosofía de la ciencia y biología, describe la creencia de que el comportamiento humano es controlado por los genes de un ser humano.
El determinismo biológico afirmaría que tanto las normas de conducta compartidas como las diferencias sociales y económicas que existen entre los grupos derivan de ciertas diferencias heredadas innatas, y que en este sentido, la sociedad constituye un reflejo fiel de la biología. El determinismo biológico habría desempeñado un papel negativo en la explicación y creación de conceptos como la raza, el género y la sexualidad.
El determinismo biológico se plantea hoy en términos de determinismo genético, un conjunto de teorías que defienden la posibilidad de dar respuestas últimas al comportamiento de los seres vivos a partir de su estructura genética. Por lo tanto, la conducta, tanto de los animales como del ser humano, obedece a formas que han sido necesarias para la supervivencia de sus genes, y que se extienden a complejos sistemas sociales adaptados a su más favorable proceso evolutivo.

### Reductibilidad de la biología
De acuerdo a Mario Bunge, los entes vivos, aunque compuestos por elementos físicos y químicos, poseen propiedades emergentes propias; por lo que la biología no es completamente reducible a la física y la química.

### Vitalismo y antivitalismo
El vitalismo es una teoría protocientífica según la cual los organismos vivos se caracterizan por poseer una fuerza o impulso vital que los diferencia de forma fundamental de las cosas inanimadas y no está sujeta a las leyes fisicoquímicas generales. A este impulso vital se le suele denominar como élan vital, término acuñado por Henri Bergson en 1907. A pesar de una larga trayectoria histórica intentando demostrar que se trataba de una teoría obsoleta, la obra de Georges Canguilhem y los trabajos de la teórica Jane Bennett siguen planteando que el alcance explicativo del vitalismo sigue más vivo que nunca.
Tradicionalmente se describe como una fuerza inmaterial específica, distinta de la energía estudiada por la física y otro tipo de ciencias que, actuando sobre la materia organizada, daría como resultado la vida y sin la que sería imposible su existencia. Este fundamento físico en su sentido más puro se encuentra actualmente rechazado, no obstante, también encuentra base en fundamentos antropocéntricas y racionalistas, entre otros.
La tesis contraria, el antivitalismo, propugnaba que la fuerza vital no existe y que las reacciones fisicoquímicas que se dan en un organismo vivo siguen las mismas leyes que rigen en la materia inanimada.